# Lijst van composities van Johan Helmich Roman

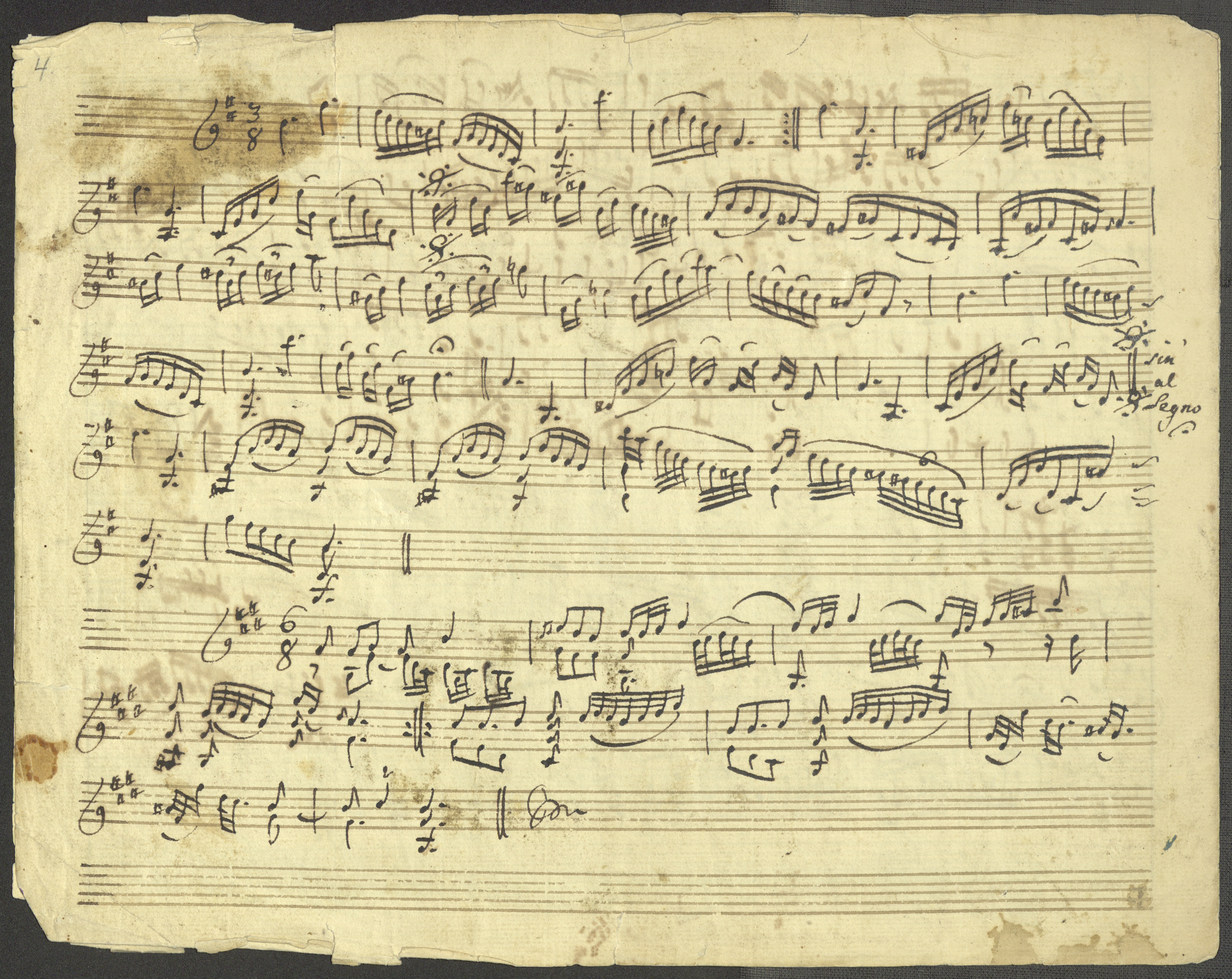
Deel van zijn Assaggio in b-mineur, BeRI 324

Dit is een lijst van composities van Johan Helmich Roman. De Zweedse hoogleraar in muziekwetenschap Ingmar Bengtsson catalogiseerde zijn instrumentale werken met een BeRI-nummer. De vocale werken van hem zijn gecatalogiseerd door Anna Lena Holm met een HRV-nummer. Afkorting b.c. staat voor basso continuo.

## Instrumentale werken

### Orkestmuziek

#### Suites
- Golovinmusiken, BeRI 1
- Drottningholmsmusiken, BeRI 2
- Suite in D-majeur (Lilla Drottningholmsmusiken), BeRI 2,5
- Sinfonia/suite in E-majeur, BeRI 3
- Suite in F-majeur, BeRI 4
- Ouverture/suite in F-majeur, BeRI 5
- Suite in d-mineur, BeRI 6
- Suite in g-mineur (Sjukmans Musique), BeRI 7
- Partita/suite in c-mineur, BeRI 8
- Suite/sinfonia in G-majeur, BeRI 21
- Concert/suite in D-majeur, BeRI 25
- Suite in Bes-majeur, BeRI 102
- Suite in d-mineur, BeRI 103

#### Sinfonia's
- Sinfonia in G-majeur, BeRI 9,
- Schets van een ersie van een deel, BeRI 9:2X
- BeRI 10Sinfonia in F-majeur, BeRI 10
- Sinfonia in Bes-majeur, BeRI 11
- Sinfonia in D-majeur, BeRI 12
- Sinfonia in C-majeur, BeRI 13
- Sinfonia in D-majeur, BeRI 14
- Sinfonia in G-majeur, BeRI 15
- Sinfonia in A-majeur, BeRI 16

BeRI 10

- Sinfonia/ouverture in F-majeur, BeRI 17
- Sinfonia in G-majeur, BeRI 19
- Sinfonia in e-mineur, BeRI 22
- Sinfonia in D-majeur, BeRI 23
- Sinfonia in D-majeur, BeRI 24
- Sinfonia in A-majeur, BeRI 26
- Sinfonia in d-mineur, BeRi 27
- Sinfonia in Bes-majeur, BeRI 28
- Sinfonia/ouverture in Bes-majeur, BeRI 29
- Sinfonia/ouverture in g-mineur, BeRI 30
- Delen in G-majeur/e-mineur, BeRI 55

#### Ouvertures
- Ouverture in F-majeur voor "Festa Musicale" (HRV 602), BeRI 32 (1725)
- Ouverture in D-majeur voor "Freudige Bewillkommung" (HRV 603), BeRI 33 (1726)
- Ouverture in D-majeur voor "Cantata zu einer Taffel Music" (HRV 601), BeRI 34 (1727)
- Ouverture in F-majeur voor cantate HRV 606, BeRI 35 (1731)
- Ouverture in C-majeur, BeRI 37
- Ouverture in G-majeur, BeRI 38
- Introductie in F-majeur voor "Bröllopsmusik" (HRV 600), BeRI 39
- (Sinfonia/ouverture in Bes-majeur, BeRI 41, een werk van Händel)
- Introduzzione/ouverture in g-mineur, BeRI 42
- Ouverture in g-mineur, BeRI 43

#### Concerten
- Hoboconcert in Bes-majeur, BeRI 46
- (Concert g-klein, BeRI 47, een werk van Geminiani)
- Vioolconcert D-majeur, BeRI 48
- Vioolconcert d-mineur, BeRI 49
- Vioolconcert in Es-majeur, BeRI 50
- Vioolconcert in f-mineur, BeRI 52
- Concert voor oboe d'amore in D-majeur, BeRI 53
- Fluitconcert in G-majeur

#### Overig
- Twee delen voor orkest in F-majeur, BeRI 10,5
- Introduzzione in e-mineur, BeRI 44
- Deel in D-majeur, BeRI 60
- Twee delen voor orkest in d-mineur, BeRI 104
- Mars/vivace in C-majeur (onvoltooid), BeRI 127
- Twee delen/menuetten in D-majeur, BeRI 241

#### Concepten en fragmenten
- Delen in C-majeur, BeRI 54
- Delen in e-mineur (schets), BeRI 56
- Delen in F-majeur (schets), BeRI 126
- Deel in G-majeur (schets), BeRI 130
- Fragment van een deel in D-majeur, BeRI F4
- Fragment van een deel in g-mineur, BeRI F7

### Triosonaten

#### Triosonaten voor 2 violen en b.c.
- Triosonate in b-mineur, BeRI 106
- Triosonate in a-mineur, BeRI 107
- Triosonate in D-majeur, BeRI 108
- Adagio in d-mineur, BeRI 108,5
- Triosonate in fis-mineur, BeRI 109
- Triosonate in C-majeur, BeRI 110
- Triosonate in D-majeur, BeRI 111
- Triosonate in Bes-majeur, BeRI 112
- Triosonate in g-mineur, BeRI 113
- Triosonate in A-majeur, BeRI 114
- Triosonate in c-mineur, BeRI 115
- Triosonate in C-majeur, BeRI 116 (echtheid onzeker)
- Triosonate in c-mineur, BeRI 117
- (Triosonate in C-majeur, BeRI 118, wellicht eigenlijk van Graun)
- Triosonate in F-majeur, BeRI 119
- Triosonate in f-mineur, BeRI 120
- (Trio)sonate in G-majeur, BeRI 121 (onvoltooid)
- (Triosonate in E-majeur, BeRI 123, wellicht eigenlijk van Sammartini)
- Triosonate in E-majeur, BeRI 124

#### Triosonaten voor viool,celloen b.c.
- Triosonate in e-mineur, BeRI 105
- (Trio)sonate in d-mineur, BeRI 122 (onvoltooid)

#### Concepten en fragmenten
- Deel in b-mineur, BeRI 131 (concept)
- Fragment van deel in F-majeur, BeRI F6

### Soloinstrumenten met b.c.

#### Werken met meerdere delen
- Twaalf sonaten voor traverso, viool en klavecimbel (Stockholm 1727)
  - Sonate I in G-majeur, BeRI 201
  - Sonate II in D-majeur, BeRI 202
  - Sonate III in c-mineur, BeRI 203
  - Sonate IV in G-majeur, BeRI 204
  - Sonate V in e-mineur, BeRI 205
  - Sonate VI in b-mineur, BeRI 206
  - Sonate VII in G-majeur, BeRI 207
  - Sonate VII in A-majeur, BeRI 208
  - Sonate IX in C-majeur, BeRI 209
  - Sonate X in e-mineur, BeRI 210
  - Sonate XI in g-mineur, BeRI 211
  - Sonate XII in D-majeur, BeRI 212

#### Afzonderlijke delen
- Vioolsonate in A-majeur, BeRI 214
- (Vioolsonate in e-mineur, BeRI 216) (gedeeltelijk onecht)
- Vioolsonate in D-majeur, BeRI 219
- Vioolsonate in A-majeur, BeRI 220 (onvoltooid?)
- Vioolsonate in F-majeur, BeRI 221
- (Vioolsonate in d-mineur, BeRI 222, wellicht van Vivaldi)
- Sonate in g-mineur, BeRI 224
- Vioolsonate in C-majeur, BeRI 237
- Sonate in a-mineur, BeRI 238
- Deel van een suite/sonate g-mineur, BeRI 244 (onvoltooid)
- Deel in G-majeur, BeRI 247
- Deel in D-majeur, BeRI 249 (onvoltooid)
- Deel in E-majeur, BeRI 253 (onvoltooid)
- Largo in F-majeur, BeRI 254

#### Concepten en fragmenten
- Delen in e-mineur, BeRI 240 (concept)
- Fragment van deel in e-mineur, BeRI F2
- Fragment van deel in f-mineur, BeRI F11

### Duetten
- Duet voor viool in a-mineur, BeRI 239
- Delen in A-majeur, BeRI 239,5
- Deel (canon à 2) in d-klein, BeRI 255

### Werken voortoetsinstrumenten

#### Werken met meerdere delen
- Sonate in C-majeur, BeRI 215
- Twaalf sonaten/suites
  - Sonate in Es-majeur, BeRI 225
  - Sonate in D-majeur, BeRI 226
  - Sonate in G-majeur, BeRI 227
  - Sonate in D-majeur, BeRI 228
  - Sonate in g-mineur, BeRI 229
  - Sonate in Bes-majeur, BeRI 230
  - Sonate in F-majeur, BeRI 231
  - Sonate in A-majeur, BeRI 232
  - Sonate in d-mineur, BeRI 233
  - Sonate in b-mineur, BeRI 234
  - Sonate in f-mineur, BeRI 235
  - Sonate in e-mineur, BeRI 236

#### Afzonderlijke delen
- Deel in a-mineur, BeRI 245
- Aria in G-majeur, BeRI 246
- Prelude in A-majeur, BeRI 251
- Allegro in c-mineur, BeRI 256
- Menuet in d-mineur, BeRI 261
- Menuet in d-mineur, BeRI 262
- Menuet in F-majeur, BeRI 263
- Menuet in F-majeur, BeRI 264
- Elf menuetten, BeRI 265 tot BeRI 275

#### Concepten en fragmenten
- Fragment van een deel in c-mineur, BeRI F10

### Vioolsolo's (zonder b.c.)

#### Werken met meerdere delen
- Assaggio in A-majeur, BeRI 301
- Assaggio in Bes-majeur, BeRI 302
- Assaggio in C-majeur, BeRI 303
- Fragment van een deel in D-majeur, BeRI 304
- Twee delen (van een Assaggio?) in E-majeur, BeRI 305
- Assaggio in F-majeur, BeRI 306
- Assaggio in G-majeur, BeRI 307
- BeRI 308-309
- Assaggio in c-mineur, BeRI 310
- Assaggio in d-mineur, BeRI 311

- Assaggio in e-mineur, BeRI 312

- Assaggio in fis-mineur, BeRI 313
- Assaggio in g-mineur, BeRI 314
- BeRI 315-316
- Assaggio in A-majeur, BeRI 317
- Deel (van een Assaggio?) in G-majeur, BeRI 318
- Deel (van een Assaggio?) in E-majeur, BeRI 319
- Assaggio in g-mineur, BeRI 320
- Ouverture, BeRI 321
- Ouverture in Es-majeur, BeRI 322
- Assaggio in a-mineur, BeRI 323
- Assaggio in b-mineur, BeRI 324

#### Afzonderlijke delen
- Deel in D-majeur, BeRI 328
- Deel in Es-majeur, BeRI 329
- Deel in Es-majeur, BeRI 330
- Deel in Des-majeur, BeRI 331
- Deel in A-majeur, BeRI 332
- Deel in A-majeur, BeRI 333
- Deel in es-mineur, BeRI 334
- Deel in es-mineur, BeRI 335
- Deel in g-mineur, BeRI 336
- Deel in A-majeur, BeRI 337
- Deel in a-mineur, BeRI 338
- Deel in c-mineur, BeRI 339
- Deel in c-mineur, BeRI 340
- Deel in G-majeur (?), BeRI 341
- Deel in Bes-majeur (?), BeRI 342
- Deel in d-mineur, BeRI 343
- Deel in Bes-majeur, BeRI 344
- Deel in Es-majeur, BeRI 345
- Deel in e-mineur, BeRI 346
- Fuga in e-mineur, BeRI 347
- Deel in F-majeur, BeRI 348
- Deel in C-majeur, BeRI 359
- Deel in a-mineur, BeRI 360

#### Fragmenten
- Fragment van een deel in C-majeur, BeRI F1
- Fragment van een deel in c-mineur, BeRI F9

### Twijfelachtige werken
- Sinfonia in G-majeur, BeRI 20
- Concert in Bes-majeur, BeRI 45
- Deel in a-mineur, BeRI 57
- Allegro/fuga in G-majeur, BeRI 58
- Deel/fuga in g-mineur, BeRI 61
- Deel in g-mineur, BeRI 62
- Triosonate/sinfonia in D-majeur, BeRI 125
- Chaconne (?) in E-majeur, BeRI 242
- Deel in G-majeur, BeRI 248 (onvoltooid)
- BeRI 252Deel/prelude? in A-majeur, BeRI 252
- Deelsuite in F-majeur, BeRI 325 (concept)
- Gigue in F-majeur, BeRI 325,5 (concept)
- Deelsuite/sonata da camera? in f-mineur, BeRI 327
- Fragment van een Largo in g-mineur, BeRI F8

### Waarschijnlijk niet echte werken
- Acht menuetten, BeRI 1,5
- Sinfonia in C-majeur, BeRI 18
- Sinfonia/twee orkestdelen in A-majeur en g-mineur, BeRI 31
- Sinfonia voor "Cantata vid Ny-Året 1754" in G-majeur, BeRI 36
- Sinfonia/ouverture in F-majeur, BeRI 40
- Vioolconcert in Es-majeur, BeRI 51
- Triosonate in g-mineur, BeRI 101
- Sonate in D-majeur, BeRI 213 (onvoltooid)
- Sonate in e-mineur, BeRI 217
- Sonate in e-mineur, BeRI 218
- Sonate in Bes-majeur, BeRI 223
- Allegro en Allemande in d-mineur, BeRI 243
- Deel in A-majeur, BeRI 250 (onvoltooid)
- Twee delen voor soloviool in g-mineur, BeRI 326
- Negen delen, BeRI 351 tot 359
- Deel in F-majeur, BeRI 360
- Fragment van Allegro in D-majeur, BeRI F3

### Niet geclassificeerde werken
- Allegro in G-majeur, BeRI 59 (onvoltooid)
- Allegro in C-majeur, BeRI 128 (onvoltooid)
- Deel in C-majeur, BeRI 129 (onvoltooid)
- Fragment van een deel in A-majeur, BeRI F5

## Vocale werken
- HRV 400 Beati omnes
- HRV 401 Jubilate, Jubilate (Psalm 100)
- HRV 403 Kröningsmusiken 1751
- HRV 404 Jubilate, Kyrie (Svenska mässan)
- HRV 405 Te Deum (O Gud vi love dig)
- HRV 500 Besinner dock att Herren förer sina heliga
- HRV 501 Förnimmer att Herren är Gud, Gud vi förbida dina godhet, Gud vi förbide dina godhet
- HRV 503 Herre hvi träder du så långt ifrån
- HRV 504 Herrens ord är sannfärdigt
- HRV 505 Hjälp Herre de heliga äro förminskade
- HRV 506 Jag vill göra dig utkoradan
- HRV 507 Lover Herren alla hedningar
- HRV 509 Sjunger Herranom en ny visa
- HRV 510 Säll är den som Herren fruktar
- HRV 511 Tacker Herranom sjunger om honom
- HRV 512 Schets/fragment van een werk
- HRV 513 Önska Jerusalem lycka
- HRV 600 Bröllopsmusik, I eder bästa
- HRV 601 Deel in D-majeur
- HRV 603 Wehrtes Cassel deine ruhe
- HRV 604 Statt upp, du trogna folk
- HRV 605 Varelse som utan dagar
- HRV 700 Befalla Herranom din väg, Inleiding in A-majeur
- HRV 701 Hav dina lust i Herranom, Så älskade Gud världena
- HRV 702 Herre Gud Sebaot, Väl är det folket
- HRV 703 Hör mig när jag ropar
- HRV 704 Du hala lycka, I lyckans blinda dårar
- HRV 705 Jag tackar Herranom av allo hjärta
- HRV 706 Ho är en sådana Gud
- HRV 707 Jag vill prisa Guds ord
- HRV 708 Jorden är Herrens, Jorden är Herrens "alla Corelli"
- HRV 709 Hjärteliga kär haver jag dig Herre
- HRV 710 Lovad vare Herren dagliga
- HRV 711 Mitt hjärta är redo Gud
- HRV 712 Sjunger Herranom en ny visa.
- HRV 713 Tacker Herranom sjunger om honom
- HRV 714 Te Deum (Dig vi love o Gud)
- HRV 715 Vår själ väntar efter Herranom
- HRV 800 Ack förlåt mig mina synder
- HRV 801 Ack huru ljuvligit är.
- HRV 802 Ack huru säll är den
- HRV 803 Allt far undan och flyr, Går solen ned
- HRV 804 Att ju hos oss blomstrar frid
- HRV 806 Böljorna bullra och gny
- HRV 808 De Menschen heeft
- HRV 809 De som hoppas uppå Herren
- HRV 810 De som redeliga för sig vandrat
- HRV 812 Det är ett kosteligt ting
- HRV 813 Det är min glädje
- HRV 814 Dettere diri liri la diri
- HRV 815 Du hala lycka
- HRV 816 Du kära dag som blänker opp
- HRV 817 Då natten allra mörkast är
- HRV 819 Efter en ilande blåst
- HRV 820 Efter nu de elände
- HRV 821 Att ju mången
- HRV 822 Enfin dans cet horrible gouffre
- HRV 823 Ett lugn jag äntlig finner
- HRV 824 Ett lugn jag äntlig finner
- HRV 825 Fast Inders ståt
- HRV 827 For the few hours of life
- HRV 828 Den är lycklig född till världen
- HRV 829 Gud alla härars Gud
- HRV 830 Gud jag tror att jag din nåde
- HRV 831 Gud mitt ropande
- HRV 832 Gud är vår tillflykt
- HRV 833 Går solen ned
- HRV 834 Habet omnis hoc voluptas, deel in D-majeur
- HRV 835 Hade ej Israels Gud
- HRV 836 Han skall låta regna
- HRV 837 Herre du är min tröst
- HRV 838 Herre mitt hopp.
- HRV 839 Herre nu låter du din tjänare
- HRV 840 Herre när jag dig haver
- HRV 841 Allt far undan och flyr
- HRV 842 Herre när jag tänker huru du
- HRV 843 Fra quante vicende
- HRV 844 Herren lever och lovad vare min tröst
- HRV 845 Herren lever och lovad vare min tröst
- HRV 846 Herren lover av himlen
- HRV 847 Herren lover uti
- HRV 848 Herren skall döma
- HRV 849 Herren är konung
- HRV 850 Herren är min herde
- HRV 851 Herren är min starkhet och lovsång
- HRV 852 Herren är rättfärdig
- HRV 853 Herren lover uti
- HRV 854 Det är ju rosor vad som pläga
- HRV 855 Ho kan uttala Herrens dråpeliga gärningar
- HRV 856 Ho är en sådana Gud
- HRV 857 Hosper kyathizus
- HRV 858 Hur ljuvt hur angenämt
- HRV 859 Herre Gud Sebaot
- HRV 860 Hvad var en Styrmans Kunst
- HRV 861 Hvi är du dyre ti så snar
- HRV 862 Hvi är du dyre (ädle) tid så snar
- HRV 863 Hör mig när jag ropar
- HRV 864 I dino ljuse Herre se vi ljus
- HRV 865 Enfin dans cet horrible gouffre
- HRV 866 I fåglar, vilda djur
- HRV 867 Ihr Augen worzu nutzt ihr mir
- HRV 868 Jag fröjdar mig och är glad
- HRV 869 Jag förtröstar på Herren
- HRV 870 Jag haver sett en ogudaktig
- HRV 871 Jag håller det före
- HRV 873 Herrens heliga namn
- HRV 874 De som redeliga för sig vandrat
- HRV 875 Jag tackar Herranom av allo hjärta
- HRV 876 Jag tröstar däruppå
- HRV 877 Jag vet att min förlossare lever
- HRV 878 De som hoppas uppå Herren
- HRV 879 Je sors enfin
- HRV 880 Jesu låt min arma själ
- HRV 881 Kan äran i ett sinne trivas
- HRV 882 Kom tysta enslighet
- HRV 883 Konungen hoppas uppå Herren
- HRV 884 Kung är Herren
- HRV 885 Habet omnis hoc voluptas
- HRV 886 Later, huxa dig om
- HRV 887 Lova din Herre och Gud
- HRV 888 Låt glädja sig
- HRV 889 Låt jord ditt lov med sång uppgå
- HRV 890 Mà tu sorda
- HRV 891 Gud jag vill sjunga om din makt
- HRV 892 Mes yeux, mes inutiles yeux
- HRV 893 Min andakt skynda dig
- HRV 894 Min Daphnis dig vill jag till svar
- HRV 895 Betänk hur sällt och ljufligt är
- HRV 896 Jag haver sett en ogudaktig
- HRV 897 Mitt hjärta rörs av fröjd
- HRV 898 Märker dock i galne bland folket
- HRV 899 Nu i skuggans tid
- HRV 900 De som redeliga för sig vandrat
- HRV 901 Gud mitt ropande
- HRV 902 Svenska mässan
- HRV 904 Jag skall prisa dig
- HRV 905 Om sin stund Gud råda lät
- HRV 906 Om tidens skiften himlen rår
- HRV 908 Piante amiche
- HRV 909 Herren lever och lovad vare min tröst
- HRV 910 Privo de' tuoi
- HRV 913 Sein eigen Herze fressen
- HRV 914 Si de ogudaktige spänna bågen
- HRV 917 Sjunger av innliga fröjd
- HRV 918 Sjunger Gudi gladeliga
- HRV 919 Skall jag ej snart få solen se

- HRV 920 Du hala lycka
- HRV 921 Att ju mången
- HRV 922 Smaker och ser
- HRV 923 Om tidens skiften himlen rår
- HRV 924 Som klippan i det vilda hav
- HRV 926 Så älskade Gud världena
- HRV 927 Så nu är intet fördömligit
- HRV 928 Så äro vi kvitte all jorderiks kvida
- HRV 929a Såsom hjorten ropar efter friskt vatt'n
- HRV 929b Såsom hjorten ropar efter friskt vatt'n
- HRV 931 Befalla Herranom din väg
- HRV 932 Tu parti amato bene
- HRV 933 Ty Herren är god
- HRV 934 Täcka brädeHRV B 1
- HRV 936 Tänk, här är intet bestånd
- HRV 937 Så äro vi kvitte all jorderiks kvida
- HRV 938 Böljorna bullra och gny
- HRV 939 Vare oss nådelig
- HRV 940 Vederkvick mig genom dina nåd
- HRV 941 Svenska mässan
- HRV 942 Vi tacke dig o Gud
- HRV 942b Vi tacke dig o Gud
- HRV 943 Herren lever och lovad vare min tröst
- HRV 944 Vilken är som trädet fäller
- HRV 945 Då natten allra mörkast är
- HRV 946 Vår frälserman och broder
- HRV 947 Du stora makt som allt kan styra

- HRV 949 Äta litet dricka vatten

- HRV B 1 Koralen

- HRV B 2 Koralen (koralen voor Pergolesi's Stabat Mater)
- HRV B 4 I tino ljuse, Herre, vi se ljus
- HRV B 5 Jesus Christus är upfaren
- HRV B 6 Lofver Herran I utkorada englar
- HRV B 8 The rättferdigas åminnelse
- HRV B 9 Tis my glory
- HRV B 10 Herre Gud tu äst vår tilflykt
- HRV B 11 Himmelriket lider våld
- HRV B 12 Huru kiär hafver Herren folken
- HRV B 13 Är Gud allenast judarnas Gud
- HRV B 14 Crofts Burial Service ur Musica Sacra
- HRV B 15 Görer portarna vida
- HRV B 16 The rättferdigas åminnelse
- HRV B 17 Alle Herrans vägar äro godhet
- HRV B 18 Herren lefver och lofvad vare
- HRV B 19 Ye nymphs & ye swains
- HRV B 20 Det är ju rosor
- HRV B 21 At känna tig vår Gud
- HRV B 22 Dixit
- HRV B 23 Önskar Jerusalem lycko
- HRV B 24 I tino ljuse, Herre, vi se ljus
- HRV B 25 Nu är vår Guds salighet
- HRV B 26 Oss är födder Frälsaren
- HRV B 32 Likväl skall Guds stad
- HRV B 33 Som hjorten ropar när han flyr
- HRV B 34 Guds stad varder uppfylld
- HRV B 35
- HRV B 36 Tänk, här är intet bestånd
- HRV B 37 Gud är mit hopp
- HRV B 39 Vi tacke tig, o Herre
- HRV B 40 Ära vare Gud i högdene
- HRV B 41 O say what is that thing called light
- HRV C 1 Säg mig trogna herde var
- HRV C 2 Cantata vid Ny-Året 1754 (Cantata voor nieuwjaar 1754)
- HRV C 3 Du hala lycka
- HRV C 4 Du stora makt som allt kan styra
- HRV C 5 Skall jag dölja i mitt bröst
- HRV C 6 Quando tramonta il sole
- HRV C 7 Med omsorg och möda
- HRV C 8 Så är nu intet fördömligit
- HRV C 9 Betänk hur sällt och ljufligt är
- HRV C 12 Man en skön ur Händels Acis och Galathea
- HRV C 14 Förnimmer att Herren är Gud
- HRV C 15 Sjunger Gudi gladliga
- HRV C 16 Ach uptänd i själen
- HRV C 17 Fra quante vicende
- HRV C 18 Gud, din godhet